# سیارک ۴۳۱۵
سیارک ۴۳۱۵ (به انگلیسی: 4315 Pronik، نامگذاری:1979SL11) چهار هزار و سیصد و پانزدهمین سیارک کشف شده‌است که در ۲۴ سپتامبر ۱۹۷۹ کشف شد.
قدر مطلق سیارک برابر ۱۲٫۴۰ است.